# Трипалладийдидиспрозий
Трипалладийдидиспро́зий — бинарное неорганическое соединение
палладия и диспрозия
с формулой Dy2Pd3,
кристаллы.

## Получение
- Сплавление стехиометрических количеств чистых веществ:

{\displaystyle {\mathsf {3Pd+2Dy\ {\xrightarrow {1245^{o}C}}\ Dy_{2}Pd_{3}}}}

## Физические свойства
Трипалладийдидиспрозий образует кристаллы тетрагональной сингонии, пространственная группа P 4/mbm, параметры ячейки a = 0,7762 нм, c = 0,3893 нм, Z = 2, структура типа дисилицида триурана U3Si2
.
Соединение образуется по перитектической реакции при температуре 1430 °C,
при температуре 1115°С происходит фазовый переход.